# 小王婕妤
小王婕妤，北宋徽宗的妃嫔。北宋时为正三品婕妤。

## 生平
1127年，靖康之变時，她和徽宗、钦宗等皇族為金军俘虏。

## 文艺作品中的形象
《靖康稗史》说他她怀着身孕被金军俘虏，四月在押送途中生下一男孩，取名赵极。押运到金国后，她和四名正怀孕的女子一起，被赐还给被俘的昏德公（宋徽宗）。